# 桃園市蘆竹區龍安國民小學
桃園市蘆竹區龍安國民小學（簡稱龍安國小），是一所位於臺灣桃園市蘆竹區的國民小學，西元2004年成立。該校雖坐落於蘆竹區，但因鄰近人口較多的桃園區，八成學生都來自桃園區。內壢工業區與八德工業區位於該校附近。

## 演變與發展
- 2004年（民國93年4月30日）：依桃園縣政府函辦理設校期程規畫。
- 2004年（民國93年5月）：桃園縣政府成立「龍安國小設校專案小組」。
- 2004年（民國93年8月）：桃園縣蘆竹鄉龍安國民小學核准設校。
- 2005年（民國94年3月28日）：第一期工程動土典禮。
- 2006年（民國95年11月）：一二期校舍校舍落成啟用典禮[4]。
- 2013年（民國102年7月）：新建校舍第三期工程動土典禮[2][3]。

## 歷任校長
| 任 次  | 姓 名          | 任 期               |
| 第一任 | 陳裕豐         | 2004/08～2009/07    |
| 第二任 | 陳裕豐（連任） | 2009/08～2011/07    |
| 第三任 | 林秀穗         | 2011/08/01～2018/07 |
| 第四任 | 吳振世         | 2018/08~            |

## 外部連結
- 學校演變與發展 （页面存档备份，存于）（繁體中文）